# かざあなダウンタウン
『かざあなダウンタウン』は、テレビ朝日系列局で放送されたバラエティ番組。司会はダウンタウン。放送期間は1995年5月9日 - 1996年3月30日。

## 概要
メンバー同士のトークコーナー、および当時の若手お笑いタレントを中心としたチャレンジコーナーを中心に構成。
放送開始当初は関東ローカル及び一部の地域で火曜日の深夜1時台からの放送であったが、1995年10月に番組改編のため放送枠がほぼ全国放送の土曜日深夜11時55分からに昇格した。このときから構成を大きく変え、スタジオでのゲームコーナーと屋外ロケーション企画「ダウンタウンとロケしましょう」の2本柱となった。後期においてはフリートークの時間も拡大された。後期の放送時間は、1992年から1993年に同系列の朝日放送（ABCテレビ）で放送された関西ローカルの『摩訶不思議 ダウンタウンの…!?』と同じ枠であり、出演者、構成作家、ディレクターに共通の者がいたり、ゲーム企画の内容に類似した点があるなど、共通点が多く見られる番組であった。なお、名古屋テレビ放送では単発で放送したことがある。
放送当時、松本人志はこの番組にあまり乗り気ではなかったようで、あまり番組を休むことがない松本が何度か「お腹が痛い」という理由で休んだことがある。松本は番組内でも企画そのものを批判するような態度を見せることもあったが、その分今田耕司をはじめとした若手芸人たちが各コーナーで極限まで身体を張って番組を盛り上げた。
ダウンタウンの番組の常連メンバーを揃え、さらに全国区では無名だったリットン調査団も名を連ねた。リットンは最も年長のコンビでありながら最もイジられる役として十二分に存在感を示し、特にお色気企画の際に輝きを放ったことから、浜田雅功をして「こいつら（リットン）が活きるのはここやったんや」と言わしめた。
番組のオープニングテーマを当時ブレイク寸前だったGLAYが、番組が土曜0時台に昇格した時期に3か月ほど担当していた。
この番組を最後に、四半世紀以上経った現在もダウンタウンはテレビ朝日制作の番組において一度もコンビとしてのレギュラー番組を持っていない。単発としては数える程度出演はするも、2007年4月7日に放送された『NEWS2007〜ダウンタウンがキャスターやりますSP春〜』を最後に出演していない。なお、テレビ朝日系列のABCテレビ制作の番組にコンビでは出演していないが、ピンではレギュラー番組を持っている。

## 出演者
- ダウンタウン（浜田雅功・松本人志）
- 今田耕司
- 東野幸治
- 130R（板尾創路・ほんこん）
- 木村祐一
- 山崎邦正（現：月亭方正）
- リットン調査団（藤原光博・水野透）

## 主なコーナー
関東ローカル深夜25時台
- おぼえましょう
- ためしましょう
- 企画会議

全国ネット深夜24時台
- 少年力士と闘いましょう
- 魚をさばきましょう
- ゲーム
- フィーリングカップル8vs8
- ダウンタウンとロケしましょう
- 大喜利対決
- THE早滑りクイズ!!
- パチプロになりましょう
- ハガキトークコーナー
- ほか

## 番組テーマ
オープニング
- Be Happy/ボサノバカサノバ（1995年5月 - 7月）
- 夏の日のJody/ボサノバカサノバ（1995年7月 - 10月）
- 生きてく強さ/GLAY（1995年10月 - 12月）
- Happy Days/ドキドキ・パニック（1996年1月 - 3月）

エンディング
- 夢の中で会えるでしょう/ザ・キング・トーンズ（1995年5月 - 6月）
- 愛をちょうだい/VANILLA（1995年7月 - 9月）
- もっと愛し合いましょ/LINDBERG（1995年10月 - 12月）
- そばにおいで/松岡英明（1996年1月 - 3月）

## ネット局
関東ローカル時代に放送された一部のネット局を紹介する。
- テレビ朝日(制作局)
- 名古屋テレビ(不定期放送)
- 北海道テレビ
- 秋田朝日放送

## スタッフ
- 構成：かわら長介、倉本美津留、高須光聖、松井洋介／三浦亜矢、前島征二、榊暁彦、佐藤保
- 衣装協力：METROGOLD、COLORS、デサント
- 企画協力：吉本興業
- 制作協力：CRUSHOUT
- ＡＤ：本井健吾、三嶋敏裕、柚野美智子、落合万里子、藤平朋子、南部光世
- アシスタントプロデューサー：原知行（オフィス源）、岡本昭彦（吉本興業）
- ディレクター：板橋順二、山川秀樹、林敏博（CRUSHOUT）
- プロデューサー：斉藤由雄
- 制作協力：テレビ朝日映像
- 制作著作：テレビ朝日

| テレビ朝日 火曜深夜25:40枠 | テレビ朝日 火曜深夜25:40枠                             | テレビ朝日 火曜深夜25:40枠                                 |
| 前番組 | 番組名                                                 | 次番組                                                     |
| --- | ------------------------------------------------------ | ---------------------------------------------------------- |
| 不明 | かざあなダウンタウン （1995年5月9日 - 1995年9月26日）  | 音楽ニュースHO （25:40〜26:10）不明                        |
| テレビ朝日 土曜深夜0時枠 |                                                        |                                                            |
| 音楽ニュースHO ※24:00〜24:30 （1994年4月2日 - 1995年9月30日）カーグラフィックTV ※24:30〜25:00 （1994年4月2日 - 1995年9月30日） | かざあなダウンタウン （1995年10月7日 - 1996年3月30日） | 変[HEN]鈴木くん 佐藤くん ※ここからはウィークエンドドラマ枠 |